# Miyoshi Tōmori
Pour les articles homonymes, voir Tomori.
ミヨシ 桃森
Œuvres principales
- Hatsukare
- Akuma to Love Song

Miyoshi Tōmori (桃森 ミヨシ, Tōmori Miyoshi) ou Miyoshi Toumori, née le 16 novembre au Kansai au Japon, est une scénariste et dessinatrice de manga,.
Depuis 2001, elle a pris part à dix œuvres, de type "Shōjo", dont cinq qu'elle a scénarisées et dessinées et quatre autres qu'elle a dessinées en collaboration avec la scénariste Saro Tekkotsu, toutes pré-publiées dans le magazine Margaret (Shūeisha).
Akuma to love song est à ce jour sa seule série éditée en français par Kana.

## Œuvres

### Scénariste et dessinatrice
- 2002 : Brass Love!! (ブラスラブ!!?) (1 tome)
- 2003 : Tongari Root (トンガリ ルート?) (1 tome)
- 2003-2006 : Hatsukare (ハツカレ?) (69 chapitres, 10 tomes)
- 2007-2011 : Akuma to Love Song (悪魔とラブソング?) (91.5 chapitres, 13 tomes)
  - Réédition 2021 au Japon[3]
- 2011-2012 : Ôji ka Prince (皇子かプリンス?) (23 chapitres, 3 tomes)

### Dessinatrice uniquement
- 2012 : Kirishima, Bukatsu Yameru tte yo (桐島、部活やめるってよ?) (6 chapitres, 1 tome), dessinatrice du 2e chapitre[4]
- 2013 : Momokotsu - Tômori Miyoshi x Tekkô Saro - Tanpenshû (桃骨　－桃森ミヨシ×鉄骨サロ短編集?) (5 chapitres, 1 tome)
- 2013 : Tohohoyo (とほほよ?) (1 tome)
- 2013-2017 : Nanoka no kare (菜の花の彼―ナノカノカレ―?) (86 chapitres, 14 tomes)
- 2018-2019 : Ai ga Shinu no Wa Kimi no Sei (愛が死ぬのは君のせい?) (32 chapitres, 6 tomes)

## Adaptations
- 2006 : Hatsukare (ハツカレ?) (8 épisodes) [5]
- 2020 : Akuma to Love Song (悪魔とラブソング?) (8 épisodes)[6],[7]